# Brasilers
Els brasilers (en portuguès, brasileiros) són els ciutadans del Brasil. Un brasiler també pot haver nascut a l'estranger i ser fill d'un progenitor brasiler o tenir un tutor legal d'aquesta nacionalitat, així com ser una persona que va adquirir la ciutadania brasilera. La població estimada del Brasil per al 2019 era de més de 210 milions d'habitants; el 2021, la població va ser de 214 milions de persones. La xifra s'actualitza en directe per l'Institut Brasiler de Geografia i Estadística (IBGE - Cens).

## Definició
Segons la Constitució del Brasil, un ciutadà brasiler és:
- Qualsevol persona nascuda al Brasil, encara que sigui de pares nascuts a l'estranger. Tanmateix, si els pares estrangers estaven al servei d'un Estat estranger (com els diplomàtics estrangers), la criatura no és brasilera
- Qualsevol persona nascuda a l'estranger de mare brasilera o pare brasiler, amb registre de naixement en una ambaixada o consolat del Brasil. També, una persona nascuda a l'estranger de mare brasilera o pare brasiler que no estava empadronada però que, després de complir 18 anys, va marxar a viure al Brasil[3]
- Un estranger que viu al Brasil que va sol·licitar i va ser acceptat com a ciutadà brasiler

Segons la Constitució, totes les persones que tenen la ciutadania brasilera són iguals, independentment de la raça, l'ètnia, el gènere o la religió.
Un estranger pot sol·licitar la ciutadania brasilera després de viure quatre anys ininterromputs al Brasil i saber parlar portuguès. Una persona nadiua d'un país que té el portuguès com a llengua oficial (Portugal, Angola, Moçambic, Cap Verd, São Tomé i Príncipe, Guinea Bissau, Guinea Equatorial i Timor Oriental) pot sol·licitar la nacionalitat brasilera després d'un any ininterromput de residència al Brasil. Una persona nascuda a l'estranger que té la ciutadania brasilera té exactament els mateixos drets i deures que el ciutadà brasiler per naixement, però no pot ocupar alguns càrrecs públics especials com ara la Presidència de la República, Vicepresidència de la República, Ministre de Defensa, Presidència del Senat, Presidència de la Cambra de Representants, Oficial de les Forces Armades i Diplomàtic.

## Denominació
Després de la colonització del Brasil pels portuguesos, la major part del segle XVI, es va donar el nom de «brasilers» als comerciants portuguesos de pal del Brasil, designació que era exclusiva dels qui practicaven aquesta professió, ja que els habitants de la terra eren, en la majoria de ells, indígenes, o portuguesos nascuts a Portugal o al territori ara anomenat Brasil.
Amb el temps aquesta denominació de «brasileiro» es va estendre als criolls brasilers d'ascendència portuguesa i als residents de l'Estat del Brasil (1530-1815), que pertanyia a l'Imperi Portuguès. Tot i així, durant l'existència del Regne Unit de Portugal, el Brasil i l'Algarve (1815–1822) hi va haver confusió sobre la nomenclatura, i s'anomenava «brasiliense» el nadiu del Brasil i «brasiliano» l'indígena. Amb l'emancipació política durant el Primer Regnat (1822–1831), el substantiu «brasileiro» va començar a caracteritzar un nou cos polític que va sorgir, i servia per definir un grup polític o un corrent d'opinió contrari al "partit europeu".
Els estudiosos assenyalen que, al Brasil, el mateix procés de derivació del terme «brasileiro» es va produir, per exemple, amb mineiro i campineiro (de Minas Gerais i Campinas, respectivament).

## Poble brasiler
Ser brasiler és un fenomen cívic, més que ètnic. Com a resultat, el grau en què els ciutadans brasilers s'identifiquen amb les seves arrels ancestrals varia significativament segons l'individu, la regió del país i els orígens ètnics específics en qüestió. Molt sovint, però, la idea d'ètnia tal com s'entén en altres parts del món no és popular al país.
Els brasilers són majoritàriament descendents de colons portuguesos, grups d'immigrants postcolonials, africans esclaus i pobles indígenes del Brasil. Les principals onades històriques d'immigració al Brasil s'han produït des de la dècada del 1820 fins a la dècada del 1970; la majoria dels colons eren portuguesos, italians, alemanys i espanyols, amb minories significatives de japonesos, polonesos, ucraïnesos i àrabs llevantins.
Del 2011 al 2019, 1.085.673 immigrants van arribar al Brasil, la majoria procedents de Veneçuela (142.250), Paraguai (97.316), Bolívia (57.765), Haití (54.182) i Colòmbia (32.562). El 2021, el Brasil va ser la llar d'1,3 milions de persones nascudes a l'estranger.
El 2021, hi havia 60.011 persones reconegudes com a refugiades al Brasil. Entre 2011 i 2020, els reconeixements de l'estatus de refugiat al Brasil per part del Comitè Nacional per als Refugiats (Conare) van ser majoritàriament a veneçolans (46.412 reconeixements), sirians (3.594) i congolesos (1.050).